# Oligoryzomys eliurus
Oligoryzomys eliurus är en däggdjursart som först beskrevs av Wagner 1845.  Oligoryzomys eliurus ingår i släktet Oligoryzomys och familjen hamsterartade gnagare. IUCN kategoriserar arten globalt som livskraftig. Inga underarter finns listade i Catalogue of Life.
Denna gnagare förekommer i centrala och östra Brasilien. Habitatet utgörs av landskapet Cerradon, fuktiga skogar, galleriskogar och buskskogar.